# Lijst van windmolens in Alkmaar
Dit betreft een (incomplete) lijst van windmolens in de gemeente Alkmaar.

## Ambachtsmolen
De Alkmaarse Ambachtsmolen bemaalde de Raaksmaatsboezem. Men noemt dit type molen een strijkmolen omdat het door het geringe hoogteverschil het water als het ware 'wegstreek'. Andere namen waaronder de Ambachtsmolen bekendstaat zijn "achter Oudorp" en "'t Wuiver". De Ambachtsmolen ligt eigenlijk in het dorp Oudorp.

## De Eendracht
De poldermolen De Eendracht aan de Kruseman van Eltenweg is een ronde stenen grondzeiler uit 1771. Deze molen bemaalde vroeger de Eendrachtspolder op de Schermerboezem. Als gevolg van stadsuitbreidingen is de molen vrijwel rondom ingebouwd geraakt. De molen is nog niet zo lang geleden gerestaureerd. Er is een houten scheprad geplaatst; dit scheprad is kenmerkend voor de molen.

## De Geestmolen
De Geestmolen, Hoeverpad 13, is een poldermolen, met eiken achtkant op lage voet, een grondzeiler uit 1565. De Geestmolen bemaalde vroeger de 170 hectare grote Geestmolenpolder. Doordat in het begin van de jaren zestig de nieuwbouwwijk De Hoef is verrezen, heeft de molen nu geen landschappelijke functie meer. De Geestmolen is van het type achtkantige binnenkruier. Dit betekent dat de wieken binnen op de wind kunnen worden gezet (het mechanisme bevindt zich geheel in de kap).

## De Gouden Engel
Op Kanaaldijk 235-236 staat sinds 2009 de stellingmolen: "De Gouden Engel", gebouwd op initiatief van de Stichting Johannes Bos. De korenmolen, die op windkracht werkt is regelmatig in bedrijf te zien zijn. Op hetzelfde terrein staan behalve de molen ook nog de koolboet uit 1891 voor de opslag van sluitkool en de oude maalderij uit 1866, een knechtswoning uit 1871, thans kantoortje, en een nieuw gebouwde molenschuur. De bovenverdieping van de molenschuur is door de Historische Vereniging Koedijk als museum ingericht. De Gouden Engel bevindt zich in het dorp Koedijk.

## De Sluismolen
De poldermolen De Sluismolen aan de Helderseweg 87 uit 1575/2002 is een grondzeiler met een eiken achtkant op lage voet. Deze molen bemaalde de Grote Sluispolder. In 2001 is deze molen volledig uitgebrand, maar is nu weer in oude staat hersteld. De Sluismolen ligt in het dorp Koedijk, maar heeft een Alkmaarse postcode.

## De Viaan
De Viaan, gelegen aan de Havinghastraat 18, is een poldermolen. Molen De Viaan is een achtkante binnenkruier op lage voet uit 1579. Tezamen met een elektrisch gemaal bemaalt hij nu nog een 464 hectare groot gedeelte van De Bergermeerpolder op de Schermerboezem. De molen heeft een vlucht van 24 meter. De molen was oorspronkelijk voorzien van een scheprad en werd in 1876 vervijzeld. Naast de molen staat de molenaarswoning. Als gevolg van stadsuitbreiding ten zuiden en ten oosten is de laagbouw en zijn de wegen de molen op zeer korte afstand genaderd.

## De vier strijkmolens te Oudorp
Molenkade 6/9, strijkmolens, grondzeilers gebouwd tussen 1627 en 1630. Langs de Molenkade hebben in totaal zes strijkmolens gestaan. Ze staan bekend als "De molens bij de Zes Wielen". Die naam verwijst niet naar de zes molens, maar naar de zes grote wielen waarmee indertijd de overhalen werden bediend. In 1688 is de meest oostelijke door brand verloren gegaan en is niet herbouwd. De meest westelijke werd gedemonteerd om in het Nederlands Openluchtmuseum te Arnhem weer opgebouwd te worden. Een Engelse bom maakte een einde aan de daar opgeslagen molen. De strijkmolens langs de Molenkade zijn niet alleen in cultuurhistorisch oogpunt van belang maar vormen samen een begeleiding voor de Zeswielen en Hoornseweg. Ook de 'Molen van Piet' en de Viaanse molen vormen door de situering (bij knooppunten / entrees) structuurbepalende bouwwerken.
- Zie Strijkmolen B, Strijkmolen C, Strijkmolen D en Strijkmolen E voor informatie over de molens aan de Zes wielen.

## Molen De Groot / Molen van Piet
De Molen van Piet heet officieel 'molen De Groot'. De naam 'Molen van Piet' wordt veel gebruikt omdat de familie Piet de molen al vele jaren bewoont en beheert. De ronde stenen stellingmolen werd gebouwd in de 18e eeuw, en was bedoeld voor het malen van graan. Voor deze molen stond op deze plaats echter een zogenaamde standerdmolen, gebouwd in 1605. De Molen van Piet is de enige molen in de binnenstad die bewaard is gebleven. Er worden rondleidingen gegeven en er is een souvenirwinkeltje.

## Munniken-, Raven en Robonsbosmolen
Munnikenboschpolder 5, poldermolen, grenen achtkant op lage voet, grondzeiler uit 1781/1976. De Robonsbosmolen is tot 1981 seinmolen van de Schermerboezem geweest. Daartoe was in onttakelde toestand (1931-1976) de molenkap permanent voorzien van een lamp. Sinds 1976 is de molen uitwendig weer compleet en is hij voor permanente bewoning ingericht.

## 't Roode Hert
Aan de Frieseweg 102 staat de korenmolen (achtkante stellingmolen) 't Roode Hert uit 1748. Het huidige gebouw is de voormalige rijstpeller de Witte Klok, die in 1925 opgebouwd werd op de plaats waar twee keer een molen was afgebrand. De Witte Klok stond sinds 1748 aan de zuidkant van de Zaanse Schans te Zaandam. Er wordt nog steeds graan tot meel verwerkt, en er worden bloem, meel en andere biologische producten verkocht (en geserveerd). Er bestaan plannen de molen ongeveer 300 meter te verplaatsen naar natuurgebied de Oudorperpolder. Dit is nodig om van windvang verzekerd te zijn nu er plannen zijn het nabijgelegen voormalig industriegebied Overstad met woningen en winkels te gaan bebouwen. 't Roode Hert bevindt zich in het dorp Oudorp.

## Weidemolen de Koekoek
Weidemolen de Koekoek is gebouwd in 1933. De molen werd gebruikt om het zuidelijke deel van polder (totaal circa 12 hectare) de Zuiderkoog te bemalen en droog te houden (Houthandel Eecen zat in dezelfde polder). Het noordelijke deel van de polder loosde via een houten duiker onder de Snipsloot in een grotere polder geheten de Noorderkoog. Deze polder loosde met een grote windmolen en later met een dieselgemaal op de Schagersloot. Er was geen echte molenaar, maar er was wel 1 persoon voor verantwoordelijk die werkte bij Eecen. Toen de houthandel opslagloodsen ging bouwen is de Koekoek verplaatst naar een plek helemaal op de dijk aan de oostkant van de polder, maar had toen al een enige tijd geen functie meer, omdat toen de hele polder bemalen werd met een eigen elektrische pomp. In 1985 werd de molen weggehaald uit Oudkarspel en in de loods van Molenmakerij Poland geplaatst. In 2000 is deze geplaatst op het terrein van Golfbaan Sluispolder te Alkmaar-West (zo'n 50 meter van de N9). Rond 2011 werd de molen vanwege verval stilgezet. In 2013 werd de molen gerestaureerd en wordt deze regelmatig gedraaid door een vaste molenaar.